# Guardia valona

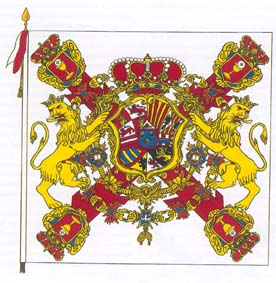
Escudo militar de Felipe V

La guardia valona (del alemán walah: así llamaban los germanos neerlandófonos a sus vecinos romanizados) fue un cuerpo de infantería de la España borbónica reclutado originalmente en los Países Bajos, fundamentalmente en la Valonia católica. 
La guardia valona era un cuerpo escogido de infantería en el ejército del Rey, cuya creación se remonta a 1704, en la época de transición en la que los Países Bajos Españoles aún formaban parte de la monarquía hispánica durante el reinado de Felipe V. Se reclutaban entre los hombres más aguerridos y de mayor estatura para ser empleados en misiones de especial riesgo, como encabezar un asalto o cubrir una retirada. Realizaban también labores de seguridad ciudadana. Asimismo han recibido el nombre de "guardias" diversos cuerpos armados, encargados de la seguridad interior y defensa de las fronteras, como sucedió con las Guardias Viejas de Castilla.
Estaba formada por flamencos o valones en número de unos 4000 hombres. Después de la emancipación de aquellos territorios, continuó subsistiendo en España la infantería valona que, junto con la española, la irlandesa, la italiana y la suiza, constituían los distintos regimientos de soldados profesionales en la Guardia Real y como unidades de refuerzo en tiempo de campaña a la Caballería e Infantería del Ejército español.

## Historia
Con la llegada del Rey Felipe V a España, se redujeron y suspendieron unidades e incrementaron con otras nuevas las tropas que daban protección al Monarca, al estilo de las que servían a los Borbones en Francia. Así, a lo largo del siglo XVIII se creó la Guardia de Corps y más tarde la "Guardia Valona".
Hasta 1794, en que los Países Bajos Austriacos (antiguamente Países Bajos Españoles y actualmente Bélgica) pasaron a poder de Francia, hubo en Lieja un centro de reclutamiento que podía alistar unos 400 o 500 hombres al año para los cuerpos valones. Los regimientos de infantería valona, llamados Brabante, Flandes y Bruselas, fueron disueltos y refundidos en otros regimientos en los años 1791 y 1792, y desde entonces quedó únicamente el Real Cuerpo de Guardias valonas en calidad de cuerpo de preferencia, semejante en sus prerrogativas y ventajas al de Guardias españolas. En este cuerpo se integró la Guardia valona al quedar extinguido en 1820. 
La guardia valona gozó en España de muy justo renombre conquistado por sus valerosos hechos en los campos de batalla. Hoy en día algunos de sus descendientes se agrupan en el Cuerpo Colegiado de Descendientes de las Reales Guardias Valonas presidido por el conde de Gra, barón de Meer, y del que es secretario general el conde de Ardabani, barón de Perwez, ambos descendientes de oficiales de aquellas Guardias.